# Severin From
Martin Severin Janus From (8. april 1828 i Nakskov – 6. maj 1895 i København) var en dansk skakspiller. Severin From blev omkring 1860'erne anset for at være Danmarks stærkeste skakspiller; i dag huskes han som ophavsmanden til Froms gambit (1. f4 e5).

## Opvækst og skolegang
From voksede op under fattige kår i Nakskov, hvor hans far var murersvend. Han klarede sig godt i skolen og ønskede efter sin konfirmation i 1842 brændende at blive digter. Han forlod en læreplads inden for handel og fik i stedet forskelligt skrivearbejde.
I 1845 opsøgte den 17-årige From H.C. Andersen i København, og denne formidlede kontakt til konferensråd Jonas Collin – Andersens egen mæcen. Når From slet ikke er nævnt i Andersens dagbøger, skyldes det at digteren endnu i 1840'erne kun førte dagbog, når han var på rejse. Derimod omtales From i korrespondancen mellem Andersen og Jonas Collin, og i udgaven af denne (se nedenfor) har Helge Topsøe-Jensen i sin kommentar (bind 3, side 147f) udførligt beskrevet Froms levnedsløb.
Collin hjalp først med at skaffe midler til forskellig privatundervisning i Nakskov og sørgede i 1846 for optagelse på Nykøbing Katedralskole i Nykøbing Falster. From forlod dog allerede skolen efter det første år for at rejse til København, hvor han fik forefaldende arbejde.

## Soldat
I 1849 meldte han sig som frivillig til treårskrigen, hvor han deltog i Slaget ved Fredericia 6. juli 1849. Efter at der var sluttet våbenhvile, blev han hjemsendt i august samme år.

## Erhvervskarriere
I 1850 fik han arbejde som kontorist i Frederiksværk, og i 1851 rejste han igen til København, hvor han blev ansat i Rigsdagens Bureau. I 1853 fik han fast arbejde som assistent i fængelsvæsenet, hvor han blev resten af sit liv. Han endte som fængselsinspektør ved kvindefængslet Christianshavns Straffeanstalt, en post han blev udnævnt til i 1890. I 1891 blev han Ridder af Dannebrog.

## Skakspiller
I København lærte From Københavns dengang stærkeste skakspiller, Magnus Oscar Møllerstrøm, at kende, sandsynligvis mens de begge arbejdede i Rigsdagen. From lærte at spille skak af Møllerstrøm og kom forholdsvis hurtigt til at overgå sin læremester. From spillede dristigt angrebsspil, og hans styrke lå i åbne spil, hvor officererne rigtig kunne udfolde sig, mens han var mindre god til spil med positionelle og lukkede stillinger. Han var heller ikke nogen stor skakteoretiker.
Åbningen Froms gambit blev kendt gennem en artikel i det tyske tidsskrift Schachzeitung, juli-august 1862, med et referat af et parti mellem Møllerstrøm (hvid) og From (sort):
1. f4, e5 2. fxe5, d6 3. exd6, Lxd6 4. Sf3, Sh6 5. e4, Sg4 6. g3, Sxh2 7. Txh2, Lxg3+ 8 Ke2, Lxh2 9. Sxh2, f5 10. Lg2, fxe4 11. Lxe4, Dh4 12. Dh1, 0-0 13. Ld5+, Kh8 14. Dg1, Dh5+, 15. Lf3, Txf3 16. Sxf3, Lg4 17. d3, Sc6 18. Lf4, Tf8 19. Lg3, Txf3 20. Ke1, Dh6 21. Sc3, Sb4 opgivet.
I 1865 var From medstifter af Københavns Skakforening som i dag er Danmarks ældste skakklub, og han blev valgt til klubbens første formand, en post han bestred indtil 1873.
From deltog, vistnok som den første dansker nogensinde, i en international skakturnering, som blev afholdt i forbindelse med verdensudstillingen i Paris i 1867. Her spillede han blandt andet mod (og tabte til) den første skakverdensmester, Wilhelm Steinitz.
I løbet af 1870'erne trak han sig gradvist tilbage fra skaklivet. Hans position som Københavns (og Danmarks) bedste skakspiller blev overtaget af Søren Anton Sørensen.
From døde 6. maj 1895 efter længere tids sygdom. Han blev begravet på Vestre Kirkegård i København.